# LOVB Salt Lake
La LOVB Salt Lake è una franchigia femminile pallavolistica statunitense, con sede a Salt Lake City (Utah): milita nella League One Volleyball.

## Storia
La LOVB Salt Lake viene fondata nell'aprile 2023, diventando la quarta franchigia della League One Volleyball.

## Rosa 2025
| N° | Nome               | Ruolo | Data di nascita   | Nazionalità sportiva |
| -- | ------------------ | ----- | ----------------- | -------------------- |
| 1  | Jordyn Poulter     | P     | 31 luglio 1997    | Stati Uniti          |
| 2  | Tamaki Matsui      | P     | 10 gennaio 1998   | Giappone             |
| 3  | Morgan Beck        | S     | 30 marzo 1987     | Stati Uniti          |
| 4  | Madeline Haynes    | S     | 10 febbraio 1998  | Stati Uniti          |
| 5  | Skylar Fields      | O     | 17 febbraio 2001  | Stati Uniti          |
| 6  | TeTori Dixon       | C     | 4 agosto 1992     | Stati Uniti          |
| 7  | Sophie Fischer     | C     | 12 settembre 2001 | Stati Uniti          |
| 11 | Serena Gray        | C     | 21 gennaio 2000   | Stati Uniti          |
| 12 | Veronica Jones     | S     | 20 gennaio 1997   | Stati Uniti          |
| 15 | Haleigh Washington | C     | 22 settembre 1995 | Stati Uniti          |
| 16 | Manami Kojima      | L     | 7 novembre 1994   | Giappone             |
| 17 | Danielle Barton    | S     | 2 febbraio 1999   | Stati Uniti          |
| 18 | Mary Lake          | L     | 16 settembre 1998 | Stati Uniti          |
| 21 | Claire Hoffman     | S     | 24 febbraio 2000  | Stati Uniti          |
| 33 | Heidy Casanova     | O     | 6 novembre 1998   | Cuba                 |